# BC Khimki Moscou
Maillots
Le BC Khimki est un club russe de basket-ball jouant en championnat russe. Le club est basé dans la ville de Khimki et est l'un des clubs de la région de Moscou.

## Historique
Le BC Khimki est à l'image des nouveaux clubs russes de basket-ball créés dans les années 1990. Profitant de riches investisseurs, les clubs accèdent très rapidement à la naissante Superligue de Russie, avant de viser très vite les coupes européennes. C'est ainsi que le club créé en 1997 rejoint la superligue l'année suivante et joue sa première Coupe Korać en 2000. Depuis lors, le club ne cesse de progresser, et tente, lui aussi, de battre le CSKA Moscou, comme lors de cette finale de championnat perdue en 2005-2006 face au voisin moscovite. Une deuxième finale perdue cette année-là, après celle de l'EuroCoupe contre la DKV Joventut.

## Palmarès
- Vainqueur de l'EuroCoupe : 2012 et 2015
- Finaliste de l'ULEB Eurocup : 2009

## Personnalités et joueurs du club

### Entraîneurs
Le tableau suivant présente la liste des entraîneurs du club depuis 1997.
| Rang | Nom              | Période   |
| ---- | ---------------- | --------- |
| 1    | Sergueï Elevich  | 1997-2007 |
| 2    | Kęstutis Kemzūra | 2007-2008 |
| 3    | Sergio Scariolo  | 2008-2010 |
| 4    | Oleg Meleschenko | 2010-2011 |

| Rang | Nom                | Période   |
| ---- | ------------------ | --------- |
| 5    | Rimas Kurtinaitis  | 2011-2016 |
| 6    | Duško Ivanović     | 2016-2017 |
| 7    | Geórgios Bartzókas | 2017-2019 |
| 8    | Rimas Kurtinaitis  | 2019-2021 |

### Joueurs emblématiques
- Aleksandr Dedouchkine
- Vladimir Diatchok
- Vitaly Fridzon
- Vassili Karassev
- Sergei Karaulov
- Nikita Morgounov
- Timofeï Mozgov
- Aleksandr Petrenko
- Pavel Podkolzine
- Anton Ponkrachov
- Nikita Chabalkine
- Alexey Shved
- Alekseï Savrassenko
- Lázaros Papadópoulos
- Kelly McCarty
- James Augustine
- Paul Davis
- Melvin Booker
- Daniel Ewing
- K. C. Rivers
- Mike Green
- Keith Langford
- Milt Palacio
- Chris Quinn
- Clay Tucker
- Carlos Cabezas
- Jorge Garbajosa
- Raül López Molist
- Mickaël Gelabale
- Joffrey Lauvergne
- Jérôme Moïso
- Carlos Delfino
- Rubén Wolkowyski
- Víctor Claver
- Zoran Planinić
- Krešimir Lončar
- Petteri Koponen
- Teemu Rannikko
- Pat Burke
- Paulius Jankūnas
- Robertas Javtokas
- Zoran Dragić
- Maciej Lampe
- Ademola Okulaja
- Gianmarco Pozzecco
- Óscar Torres
- Ratko Varda
- Vladimir Veremeenko
- Mike Wilkinson